# Louis-Jules Allard
Pour les articles homonymes, voir Allard.
Louis-Jules Allard (né le 21 janvier 1859 à Saint-François-du-Lac, mort le 3 janvier 1945 à Montréal) est un avocat et un homme politique québécois. Il a été député à l'Assemblée législative du Québec de 1897 à 1905 et de 1910 à 1916, conseiller législatif de 1905 à 1910 et de 1916 à 1919 et ministre dans le gouvernement de Lomer Gouin de 1905 à 1919.

## Biographie
Louis-Jules Allard est le fils de Louis Allard, cultivateur, et de Marie-Anne Chapdelaine. Il étudie au Séminaire de Nicolet et à l'université Laval à Montréal.
Il est admis au Barreau de la province de Québec le 18 août 1883. Il épouse Marguerite-Clara-Berthe Toupin le 3 juin 1885 à Montréal. Jusqu'en 1890, il exerce la profession d'avocat à Montréal. De 1890 à 1897, il est registrateur du comté d'Yamaska. Il pratique le droit à Saint-François-du-Lac et à Sorel. Il est président de la compagnie de téléphone du comté d'Yamaska et de l'Abenakis Springs Hotel.

### Carrière politique
Il est président de la commission scolaire de Saint-François-du-Lac de 1892 à 1898 et maire de Saint-François-du-Lac de 1895 à 1898.
Le 22 décembre 1897, lors d'une élection partielle, il est candidat du Parti libéral et élu député du district électoral d'Yamaska à l'Assemblée législative du Québec. Il y est réélu, sans opposition, à l'élection générale de 1900 et à celle de 1904. Le 23 mars 1905, il est nommé conseiller législatif (division de Lanaudière), leader du gouvernement au Conseil législatif et ministre dans le gouvernement de Lomer Gouin. Il est d'une grande fidélité à Lomer Gouin. Il est ministre de la Colonisation et des Travaux publics du 23 mars au 3 juillet 1905, ministre des Travaux publics et du Travail du 3 juillet 1905 au 31 août 1906, ministre de l'Agriculture du 1er septembre 1906 au 21 janvier 1909 et ministre des Terres et Forêts du 21 janvier 1909 au 25 août 1919. Le 26 février 1910 il démissionne de son poste au Conseil législatif pour être le candidat du Parti libéral à une élection partielle dans le district électoral de Drummond. Cette candidature a pour but de mettre fin à une querelle qui déchirait les partisans de deux candidats pressentis à l'investiture du Parti libéral dans ce district. Puisque Allard jouit d'un prestige dans le Parti libéral, les autres candidats acceptent de lui laisser la place. Allard est ainsi élu député de Drummond lors de l'élection partielle du 5 mars 1910. Il est réélu député de ce district lors de l'élection générale de 1912. Le 13 avril 1916, il est de nouveau nommé conseiller législatif (division de Lanaudière). Lors des absences de Lomer Gouin, il agit comme premier ministre intérimaire et président du Conseil exécutif. Il est ainsi l'équivalent d'un vice-premier ministre avant l'existence de ce titre. Il démissionne de son poste de conseiller législatif le 26 août 1919.
De 1919 à 1945, il est protonotaire à la Cour supérieure du district de Montréal.
Il est inhumé à Nicolet le 8 janvier 1945.
Il est le père de Félix Allard, député à l'Assemblée législative de 1939 à 1944.

## Distinctions
- Commandeur d'office de l'Ordre national du mérite agricole (1906)
- Le Barrage Jules-Allard a été nommée en son honneur en 1920 et est situé à Saint-Joseph-de-Coleraine[6].